# Hysteria (The Human League)
Hysteria è il quarto album del gruppo britannico The Human League, pubblicato dalla Virgin Records nel 1984.

## Il disco
L'album fu di difficile progettazione ed elaborazione, in parte a causa della rottura con Martin Rushent, produttore dell'album precedente Dare. Nonostante contenesse alcuni singoli di successo come The Lebanon e Louise, l'album non riscosse lo stesso successo di quello precedente.

## Tracce
Lato A
1. I'm Coming Back (Oakey, Wright) — 4:07 (LP side one)
2. I Love You Too Much (Burden, Callis, Wright) — 3:26
3. Rock Me Again and Again and Again and Again and Again and Again (Six Times) (Austin, Brown) — 3:32
4. Louise (Callis, Oakey, Wright) — 4:55
5. The Lebanon (Callis, Oakey) — 5:03

Lato B
1. Betrayed (Oakey, Wright) — 4:02
2. The Sign (Burden, Callis, Oakey) — 3:46
3. So Hurt (Burden, Callis) — 3:53
4. Life on Your Own (Callis, Oakey, Wright) — 4:06
5. Don't You Know I Want You (Burden, Callis, Oakey) — 3:09

Bonus track riedizione 2005
1. Thirteen
2. The World Tonight
3. The Lebanon (Extended version)
4. Life on Your Own (Extended version)
5. The Sign (Extended version)